# Schriever Space Force Base

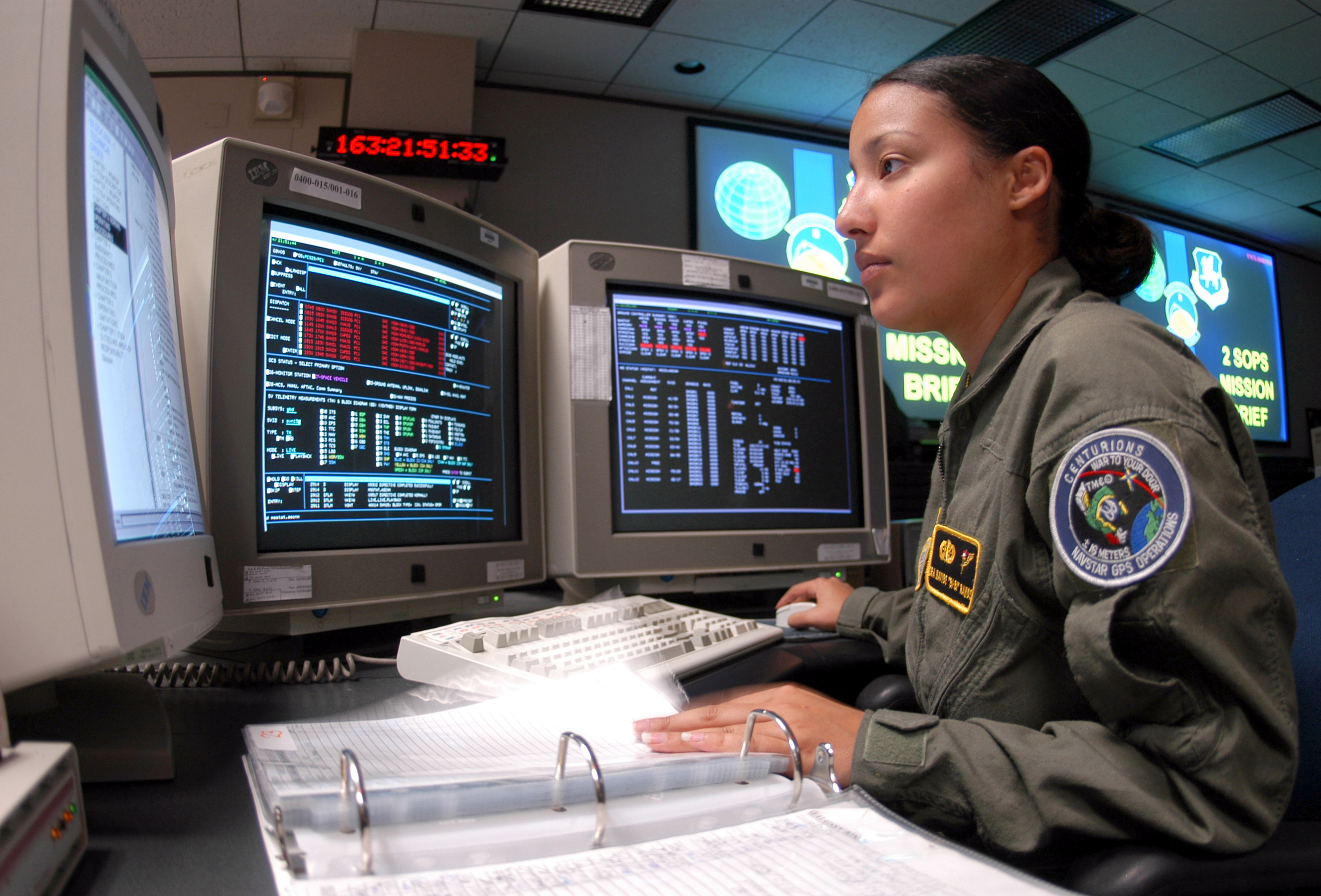
Eine US-Luftwaffensoldatin geht in einem Satellitenkontrollraum der Schriever AFB eine Checkliste zur Steuerung von GPS-Satelliten durch

Die Schriever Space Force Base, bis Juli 2021 Schriever Air Force Base, ist ein Stützpunkt der United States Space Force. Sie liegt etwa 16 Kilometer östlich der Peterson SFB nahe Colorado Springs, Colorado. Sie beheimatet den 50th Space Wing, verantwortlich für die Satelliten des US-Verteidigungsministeriums (Department of Defense), darunter auch das Global Positioning System.
Ferner sind hier das Space Innovation and Development Center des Air Force Space Command und das Joint National Integration Center der Missile Defense Agency, verantwortlich für die Abwehr ballistischer Raketen (ICBM), untergebracht. Das auf der Schriever AFB ebenfalls ansässige Air Force Space Battlelab, u. a. zuständig für die Entwicklung und Erprobung von Weltraumwaffen, gewann durch die Neuformulierung der National Space Policy durch George W. Bush im August 2006 (veröffentlicht Anfang Oktober 2006) erheblich an Bedeutung.

## Geschichte
Der erste Spatenstich für die spätere Schriever Air Force Base fand im Mai 1983 statt. Während der Entwicklungsphase hieß sie ursprünglich Consolidated Space Operations Center (CSOC) und wurde nach ihrer Inbetriebnahme in Falcon Air Force Station umbenannt.
Im Juli 1985 wurde das 2. Space Wing auf der Peterson AFB aktiviert, und im September 1985 zog das Geschwader zur Falcon Air Force Station um.
Im Oktober 1987 übernahm das Geschwader schrittweise die operative Kontrolle über das Satellitenkontrollnetz der US-Luftwaffe.
Im Juni 1988 wurde die Falcon Air Force Station in Falcon Air Force Base umbenannt. 
Am 30. Januar 1992 wurde das 2nd Space Wing deaktiviert und das 50th Tactical Fighter Wing, das in 50th Space Wing umbenannt wurde, auf der Falcon AFB aktiviert.
Die ehemalige Falcon Air Force Base wurde am 5. Juni 1998 in Schriever Air Force Base umbenannt, zu Ehren von General a. D. Bernard A. Schriever, einem Pionier des US-amerikanischen Interkontinentalraketen-Programms. Es war der erste und bisher einmalige Fall, dass eine US-Luftwaffenbasis nach einer zur Umbenennung noch lebenden Person benannt wurde.
Am 26. Juli 2021 wurde der Stützpunkt in Schriever Space Force Base umbenannt.